# Fokker E.II
El Fokker E.II fue la segunda variante del avión de combate monoplano de un solo asiento, Fokker Eindecker alemán de la Primera Guerra Mundial. El «E.II» fue esencialmente un Fokker E.I con el motor rotativo de 9 cilindros Oberursel UI de 75 kW (100 hp), una copia cercana de la rotativa Gnôme Monosoupape francesa de la misma potencia de salida, en lugar de los 60 kW (80 hp) de la I.E. Oberursel U.0, pero mientras que el «E.I» era simplemente un M.5K con una ametralladora de 7.92 mm (.312 in) atornillada a ella, la E.II fue diseñada con el sistema de armas integrado con su fuselaje.

## Diseño y desarrollo

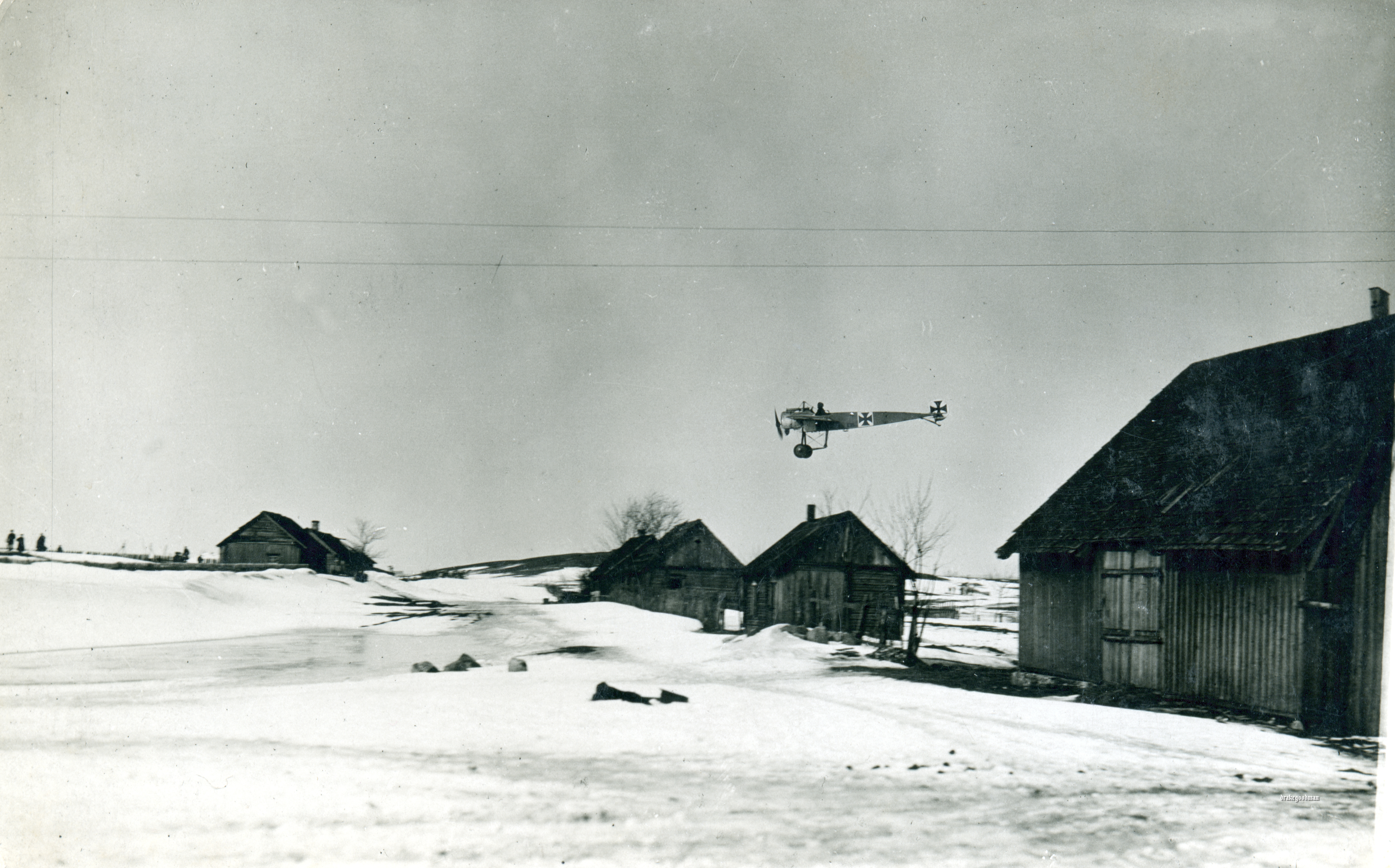
Fokker E.II / 35 de Feldflieger Abteilung 14 se prepara para aterrizar en el Frente Oriental

El 13 de junio de 1915, Anthony Fokker mostró el primer E.II a una audiencia de comandantes alemanes, incluido el príncipe heredero Guillermo de Alemania, en un campo de aviación del Quinto Ejército alemán. Los días 23 y 24 de junio hizo una demostración del avión en Douai ante el  Sexto Ejército alemán. Fue durante estas demostraciones, una semana antes de que se produjera la primera muerte en un avión tipo Eindecker, que el mismo Fokker intentó atacar un avión enemigo pero no pudo encontrar un objetivo.
La principal diferencia entre los tipos fue una reducción en la envergadura en el «E.II», destinado a aumentar la velocidad, pero el rendimiento en el manejo y la escalada disminuyeron. Por lo tanto, el tipo fue reemplazado rápidamente por el Fokker E.III. El «E.II» también tenía una capacidad de combustible mayor de 90 litros (23.75 galones estadounidenses) para suministrar el consumo de combustible de 54 litros/hora del motor usado de Oberursel, en comparación con la capacidad de 69 litros (18.2 galones estadounidenses) de la I.E para alimentar su U.0 anterior, rotativo, que consumía 37 litros/hora de combustible. Al igual que con el quinteto M.5K / MG del prototipo de producción Eindeckers, al piloto se le proporcionó un soporte para la cabeza para ayudarlo a resistir la corriente de aire cuando tenía que levantarla  para usar las miras del arma.

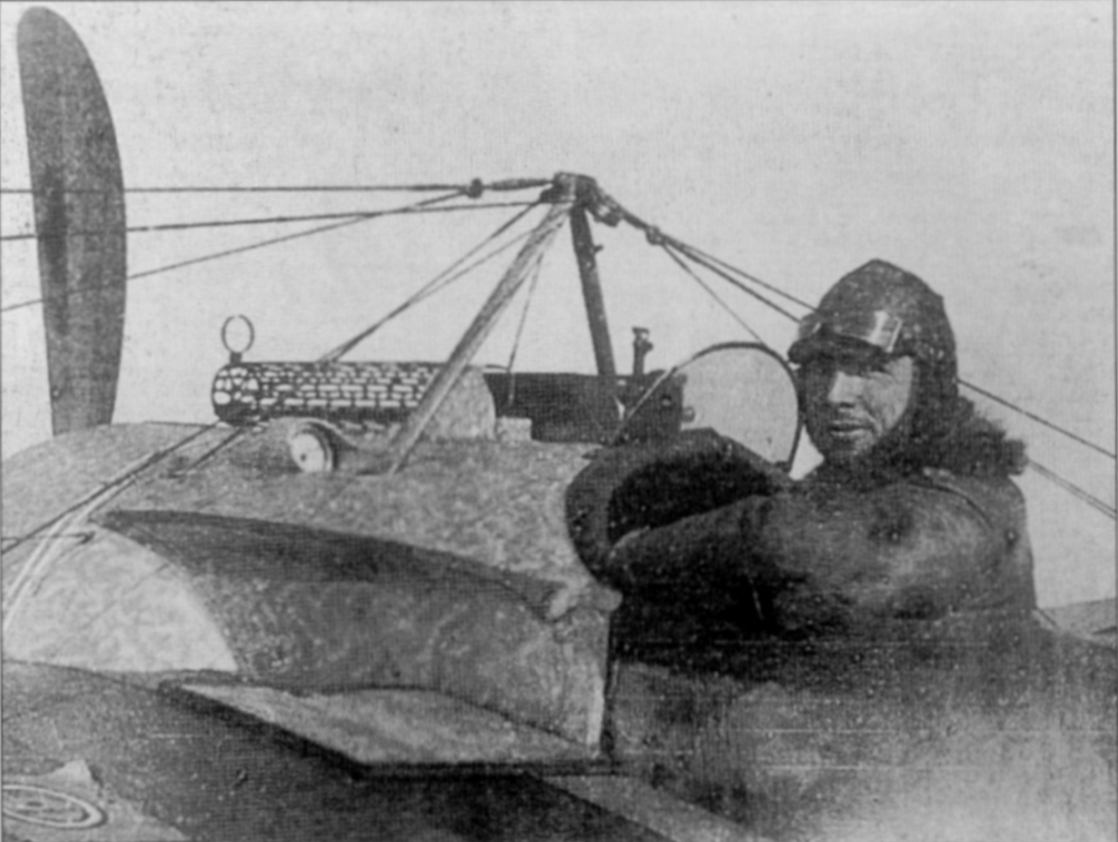
El Fokker E.II de Max Immelmann a fines de octubre de 1915, muestra la forma inicial de la superficie del sofito que requería el motor rotatorio de nueve cilindros de Oberursel UI más grande y la capucha de mayor diámetro

El mayor peso del motor rotativo Oberursel UI de 75 kW (100 hp) utilizado para alimentar el «E.II» requería una estructura del fuselaje trasero algo más alargada, en comparación con la versión «E.I» para lograr un equilibrio adecuado y el diámetro mayor del motor UI requería una cubierta superior de "herradura" de radio más grande para encerrarla. La plataforma superior de aluminio de la nariz se elevó junto con ella, lo que dio lugar a que debían instalarse «sofitos» de metal donde la plataforma superior se encontraba con los largueros superiores, con  tubos de metal estructural a los extremos delanteros de los largueros superiores inmediatamente detrás del firewall para soportar los "sofitos" y los lados del panel de la nariz superior elevada. Este formato se continuó con el «E.III».
El «E.II» se construyó en paralelo con el «E.I» y la elección de si un fuselaje se convirtió en un E.I o E.II dependía de la disponibilidad de los motores. En total, las cifras de producción de Fokker indican que se construyeron 49 E.II y 45 de éstos se entregaron al frente occidental Fliegertruppe en diciembre de 1915, Luftstreitkräfte a partir de octubre de 1916, momento en el que la producción cambió a la variante principal de Eindecker, el Fokker E.III, que utilizó el mismo motor Oberursel UI de 75 kW (100 hp). Algunos E.II en producción se completaron cuando los E.III y numerosos E.II devueltos a la fábrica de Fokker para su reparación se actualizaron a la especificación E.III.

## Operadores
Imperio alemán

## Especificaciones (E.II)

### Características generales
- Tripulación: 1
- Longitud: 7,2 m (23 pies 7 pulgadas)
- Envergadura: 9,7 m (31 pies 10 pulgadas)
- Altura: 2,8 m (9 pies 2 pulgadas)
- Área de ala: 16 m² (170 pies cuadrados)
- Peso en vacío: 340 kg (750 lb)
- Peso bruto: 500 kg (1,102 lb)
- Central eléctrica: 1 × Oberursel UI 9-cyl. Motor rotativo refrigerado por aire , 75 kW (101 CV)

### Actuación
Velocidad máxima: 140 km / h (87 mph; 76 kn)

### Armamento
- Armas: 1 × ametralladora de 7.92 mm (.312 in) Maschinengewehr 08. Ametralladora hacia adelante